# Raionul Irșava, Transcarpatia
Irșava (în ucraineană Іршавський район, transliterat: Irșavskîi raion) este un raion în regiunea Transcarpatia, Ucraina. Reședința sa este orașul Iloșva.

## Demografie
Componența lingvistică a raionului Irșava
     Ucraineană (99,01%)
     Alte limbi (0,95%)
Conform recensământului din 2001, majoritatea populației raionului Irșava era vorbitoare de ucraineană (99,01%), existând în minoritate și vorbitori de alte limbi.